# 충주시의 향토유적
충주시의 향토유적은 충청북도 충주시에서 지정한 문화재이다.

## 목록
| 번호 | 그림 | 명칭                    | 소재지                       | 소유자 (관리자) | 지정·해제일자                | 비고 |
| ---- | ---- | ----------------------- | ---------------------------- | --------------- | ---------------------------- | ---- |
| 1호  |      | [[]]                    | 충주시                       |                 | 지정일자 미상, 해제일자 미상 |      |
| 2호  |      | [[]]                    | 충주시                       |                 | 지정일자 미상, 해제일자 미상 |      |
| 3호  |      | [[]]                    | 충주시                       |                 | 지정일자 미상, 해제일자 미상 |      |
| 4호  |      | [[]]                    | 충주시                       |                 | 지정일자 미상, 해제일자 미상 |      |
| 5호  |      | [[]]                    | 충주시                       |                 | 지정일자 미상, 해제일자 미상 |      |
| 6호  |      | [[]]                    | 충주시                       |                 | 지정일자 미상, 해제일자 미상 |      |
| 7호  |      | [[]]                    | 충주시                       |                 | 지정일자 미상, 해제일자 미상 |      |
| 8호  |      | 탑평리 갓바위마애불     | 충주시 동량면 조동리 산152-1 | 충주시          | 2003년 9월 22일 지정         |      |
| 9호  |      | 미륵리 불두             | 충주시 수안보면 미륵리 66-1  | 충주시          | 2003년 9월 22일 지정         |      |
| 10호 |      | 목행 미륵뎅이 미륵불    | 충주시 목행동 564-1          | 마을회관        | 2003년 9월 22일 지정         |      |
| 11호 |      | [[]]                    | 충주시                       |                 | 지정일자 미상, 해제일자 미상 |      |
| 12호 |      | 조재의, 조재미 쌍효자비 | 충주시 대소원면 문주리 345-6 | 조춘영          | 2003년 9월 22일 지정         |      |
| 13호 |      | 청간사                  | 충주시 대소원면 매현리 산537 | 양성이씨종회    | 2005년 6월 14일 지정         |      |